# Alain Menu

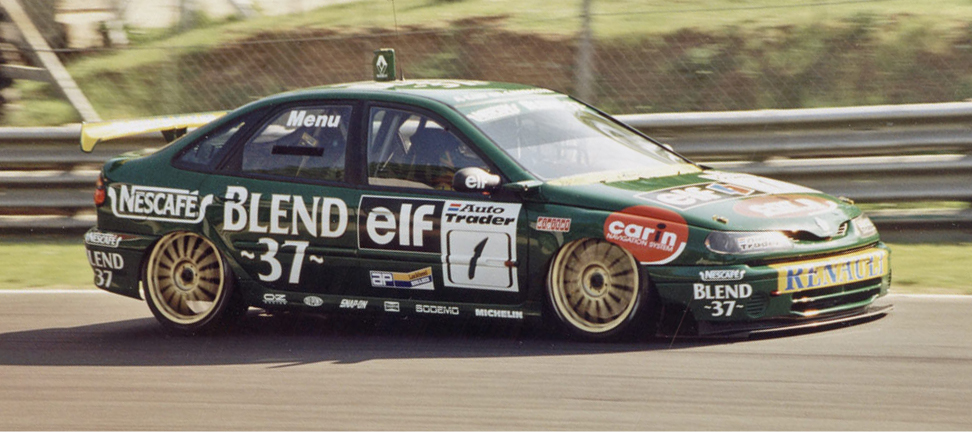
Alain Menu w 1998 roku (BTCC)

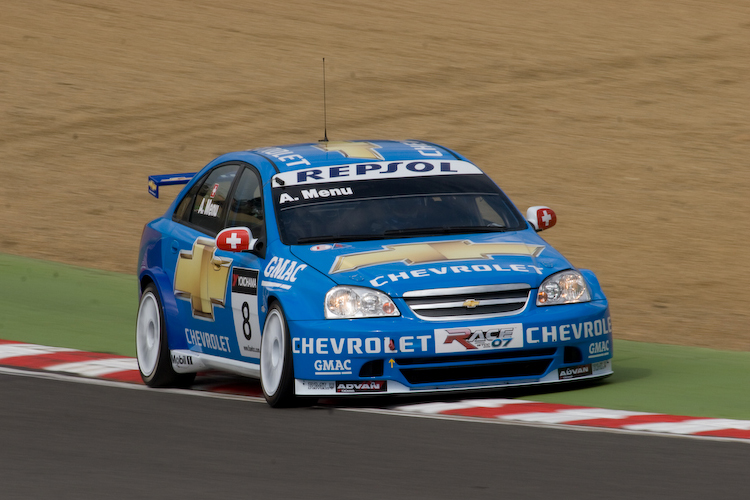
Menu na torze Brands Hatch w sezonie 2008 (WTCC)

Alain Menu (ur. 9 sierpnia 1963 w Genewie) – szwajcarski kierowca wyścigowy, obecnie kierowca zespołu Fach Auto Tech w serii Porsche Supercup. Dwukrotny mistrz serii British Touring Car Championship z lat 1997 i 2000.

## Kariera

### BTCC
Alain Menu karierę zawodniczą rozpoczynał w wyścigach samochodów o otwartym nadwoziu, takich jak Brytyjska Formuła 3 (zdobył tytuł wicemistrza tej serii w 1990 roku) czy Międzynarodowa Formuła 3000. W 1992 roku przeniósł się do serii British Touring Car Championship, gdzie wystartował za kierownicą BMW 318iS. W jednym z wyścigów zdołał zająć 3. miejsce, jednak w połowie sezonu musiał wycofać się z rywalizacji z powodu obrażeń odniesionych w wypadku na quadzie. Do BTCC powrócił już w kolejnym sezonie, rozpoczynając 6-letnią współpracę z firmą Renault. W 1993 roku zdobył jedno zwycięstwo i 10. miejsce w klasyfikacji generalnej, startując w Renault 19. W 1994 zespół wprowadził nowy samochód, Renault Laguna, który okazał się lepszym rozwiązaniem od poprzedniego, dzięki czemu w latach 1994-1996 Alain trzykrotnie zdobywał tytuł wicemistrza, odnosząc w tym okresie 12 zwycięstw. W sezonie 1997 zdominował serię, zwyciężając w 12 z 24 wyścigów i pewnie zdobył mistrzostwo z przewagą 110 punktów nad Frankiem Bielą. Po zajęciu 4. miejsca w sezonie 1998 przeniósł się do zespołu Forda. W pierwszym roku w nowych barwach zajął 11. miejsce, jednak już w kolejnym sięgnął po swoje drugie mistrzostwo w BTCC, walcząc o nie z zespołowymi partnerami, Anthony Reidem i Rickardem Rydellem.

### DTM
Po zmianach regulaminowych w BTCC na sezon 2001 wielu kierowców, w tym Menu, odeszło z serii. Alain znalazł zatrudnienie w zespole Opla w serii Deutsche Tourenwagen Masters, gdzie bez większych sukcesów startował w latach 2001-2003.
W okresie występów w DTM współpracował również z Ferrari, startując za kierownicą modelu 550-GTS Maranello w kilku wyścigach klasy GT. W 2001 roku zwyciężył wraz z Rickardem Rydellem w 500-kilometrowym wyścigu na torze Jarama zaliczanym do mistrzostw FIA GT. W 2002 roku wraz z Rydellem i Tomášem Enge brał udział w wyścigu 24h Le Mans, a w kolejnym roku zwyciężył w klasie GTS w wyścigu Petit Le Mans zaliczanym do mistrzostw American Le Mans Series (partnerami byli Enge i Peter Kox).

### WTCC
W sezonie 2005 Menu wraz z zespołem Chevrolet przystąpił do serii World Touring Car Championship. W pierwszym sezonie jedynie trzy wyścigi ukończył na punktowanej pozycji, a w klasyfikacji mistrzostw zajął 17. miejsce. W kolejnym roku, podczas deszczowego wyścigu na Brands Hatch zdobył pierwsze zwycięstwo dla Chevroleta. W sezonie 2007, pomimo odniesienia największej liczby zwycięstw (5) spośród wszystkich kierowców w stawce, sklasyfikowany został dopiero na 6. pozycji.
W październiku 2007 Alain został zaproszony przez zespół VX Racing do udziału w finałowej rundzie BTCC na torze Thruxton, gdzie towarzyszył etatowym kierowcom zespołu, Tomowi Chiltonowi i Fabrizio Giovanardiemu. W kwalifikacjach zajął 3. miejsce, tuż za pozostałymi samochodami zespołu. W pierwszym wyścigu, po odpadnięciu Chiltona jechał na drugim miejscu, lecz na ostatnim okrążeniu stracił dwie pozycje z powodu przebicia opony. Drugi wyścig ukończył na 6., a trzeci na 12. miejscu.